# John Roper
John Francis Hodgess Roper, baron Roper (10 septembre 1935 - 29 janvier 2016) est un homme politique libéral démocrate britannique.

## Biographie
Roper fait ses études au Grammar School de William Hulme (Manchester), au Magdalen College, à Oxford (étudiant la philosophie, la politique et l'économie (PPE) et à l'Université de Chicago. Il commence sa carrière en tant que professeur d'économie à l'Université de Manchester.
Roper se présente pour la première fois au Parlement pour High Peak comme candidat travailliste aux élections générales de 1964, mais le conservateur David Walder conserve le siège. Il est élu député de Farnworth aux élections générales de 1970. En 1972, il est whip officieux pour les députés travaillistes pro-européens pour aider à faire adopter la loi sur les Communautés européennes du gouvernement de Heath.
Il siège comme député travailliste (1970-1981) puis social-démocrate (SDP) de 1981 à 1983, et est également whip en chef du parti. Son siège de Farnworth est aboli par la suite, et il se présente à Worsley aux élections générales de 1983, terminant troisième.
Le 12 mai 2000, il est créé pair à vie en tant que baron Roper, de Thorney Island dans la ville de Westminster. Il est whip en chef des libéraux démocrates à la Chambre des lords jusqu'en 2005. Il est ensuite nommé au Conseil privé du Royaume-Uni. En 2008, il est élu premier vice- président des comités. Il prend sa retraite de la Chambre des lords le 23 mai 2015.
Roper est accusé par l'auteur Anthony Glees d'avoir été un « agent d'une certaine influence» de la Stasi pendant son séjour à Chatham House,,.
Roper rejette les accusations et raconte qu'il était engagé dans la construction de ponts avec l'Allemagne de l'Est dans les années 1980 dans le cadre d'une politique de dégel des relations approuvée par le ministère des Affaires étrangères. "Il a été trompé, dit-il, sur les antécédents d'un officier infiltré de la Stasi qu'il employait comme chercheur alors qu'il était directeur des études à Chatham House" .
Roper est mariée à Hope Edwards de 1959 jusqu'à sa mort en 2003. Elle est la fille de John Edwards, ancien ministre de la Santé et du Trésor sous Clement Attlee. Ils ont une fille.